# Malter-Effekt
Der Malter-Effekt, benannt nach Louis Malter, der diesen 1936 erstmals beschrieben hat, ist ein Phänomen der Festkörperphysik, der eine erhöhte Sekundärelektronenemission von Proben mit elektrisch nichtleitenden Dünnschichten beschreibt.

## Beschreibung
Wird eine Probe einer ionisierenden Strahlung, zum Beispiel Elektronen, Ionen oder Röntgenstrahlung, ausgesetzt, so werden Photoelektronen (Sekundärelektronen) aus ihren Bindungen gelöst und verlassen die Probe. Bei Proben mit dünnen elektrisch nichtleitfähigen Schichten führt dies zu einer positiven elektrischen Aufladung an der Oberfläche. Diese Ladungen erzeugen ein sehr hohes elektrisches Feld in der nichtleitenden Schicht, das Elektronen von tieferliegenden Bereichen der Probe anzieht, die ebenfalls aus der Probenoberfläche austreten (vgl. Feldemission). Dieser Strom wird auch als Malter-Strom bezeichnet und führt zu einem erhöhten Sekundäremissionsstrom, der aufgrund des Abbaus der Ladungen nach Abschalten der Primärstrahlung langsam abklingt.